# NGC 1865
NGC 1865 (również ESO 56-SC78) – gromada otwarta, znajdująca się w gwiazdozbiorze Złotej Ryby, w Wielkim Obłoku Magellana. Odkrył ją John Herschel 23 grudnia 1834 roku, choć być może wcześniej obserwował ją w 1826 roku James Dunlop.